# James Cecil Parke
James Cecil Parke (Clones, 26 de julio de 1881 - Llandudno, 27 de febrero de 1946) fue un tenista británico que compitió en los Juegos Olímpicos de 1908 en Londres.
Parke ganó una medalla de plata en la prueba de dobles masculinos durante los Juegos Olímpicos de Londres 1908 junto a Josiah Ritchie. Perdieron la final contra sus compatriotas George Whiteside Hillyard y Reginald Doherty con 7-9, 5-7, 7-9.
Ganó el evento individual masculino del Abierto de Australia en 1912, en la final derrotó a Alfred Beamish con 3-6, 6-3, 1-6, 6-1, 7-5.